# شیوری تامایی
شیوری تامایی (انگلیسی: Shiori Tamai؛ زادهٔ ۴ ژوئن ۱۹۹۵) یک موسیقی‌دان اهل ژاپن است. وی از سال ۲۰۰۵ میلادی تاکنون مشغول فعالیت بوده‌است.